# Morella picardae
Morella picardae är en porsväxtart som först beskrevs av Carl Karl Wilhelm Leopold Krug och Urb., och fick sitt nu gällande namn av Robert Lynch Wilbur. Morella picardae ingår i släktet Morella och familjen porsväxter. Inga underarter finns listade i Catalogue of Life.